# 天山發展
天山發展（控股）有限公司（港交所：02118）是一家中國的房地產開發公司，於1998年9月成立，主要在環渤海經濟圈的城市如石家莊、天津及承德發展住宅及工業物業。天山發展總部設於河北省石家莊市。
天山發展曾於2008年計劃在香港交易所上市，但最終因市況不景取消上市計劃。 天山發展於2010年再計劃上市，於6月至7月進行公開招股，集資最多4.5億港元 雖然天山發展招股部份的公開發售認購不足額，僅錄得一成三認購，但由於國際配售獲機構投資者河北省政府旗下企業河北建設投資子公司燕山國際認購，最終國際配售獲得輕微超額認購。天山發展於7月15日上市，上市價為1.4元。

## 外部連結
- 天山發展（控股）有限公司官方網站 （页面存档备份，存于）
- 天山發展（控股）有限公司招股文件 （页面存档备份，存于）